# Glenfield (Pensilvânia)
Glenfield é um distrito localizado no estado norte-americano da Pensilvânia, no Condado de Allegheny.

## Demografia
Segundo o censo norte-americano de 2000, a sua população era de 236 habitantes.
Em 2006, foi estimada uma população de 219, um decréscimo de 17 (-7.2%).

## Geografia
De acordo com o United States Census Bureau tem uma área de 2,6 km², dos quais 2,2 km² cobertos por terra e 0,4 km² cobertos por água.

## Localidades na vizinhança
O diagrama seguinte representa as localidades num raio de 8 km ao redor de Glenfield.